# 无尽台站
无尽台站（韓語：무진대역）是朝鮮民主主義人民共和國平安南道价川市的一個鐵路車站，属于戴建線。

## 邻近车站
戴建線
三所站 - 无尽台站 - 外東站